# Лойчах
Лойчах (нем. Leutschach) — коммуна в Австрии, ярмарочный посёлок, расположен в федеральной земле Штирия. 
Входит в состав округа Лайбниц.  Население составляет 650 человек (на 1 января 2001 года). Занимает площадь 1,1 км².

## Политическая ситуация
Бургомистр коммуны — Эрих Плаш (АНП).
Совет представителей коммуны (нем. Gemeinderat) состоит из 9 мест.
- АНП занимает 5 мест.
- СДПА занимает 4 места.